# Logic bomb
Een logic bomb is een soort tijdbom in computersoftware. De code wordt geactiveerd zodra de bom een bepaalde actie waarneemt of juist niet meer waarneemt. Deze code zal vaak schadelijke gevolgen hebben voor de gebruiker van de oorspronkelijke software.
Een voorbeeld van misbruik van een logic bomb: een systeembeheerder is bang zijn baan te verliezen. Hij maakt een logic bomb en zet die op het administratienetwerk. Mocht hij namelijk zijn baan verliezen, dan is de enige persoon die het netwerk kan redden, hijzelf. Hij kan hiermee zijn werkgever chanteren.